# Olympische Sommerspiele 2012/Leichtathletik – Speerwurf (Männer)

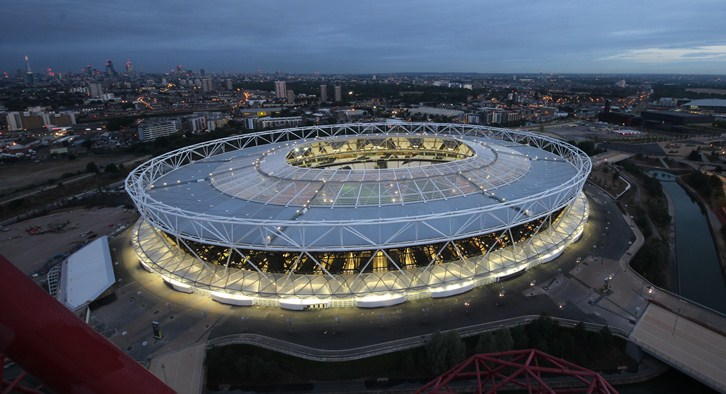
Das Olympiastadion von London im Jahr 2015

Der Speerwurf der Männer bei den Olympischen Spielen 2012 in London wurde am 8. und 11. August 2012 im Olympiastadion London ausgetragen. 44 Athleten nahmen teil.
Olympiasieger wurde Keshorn Walcott aus Trinidad und Tobago, der vor dem Finnen Antti Ruuskanen gewann. Die Bronzemedaille errang der Tscheche Vítězslav Veselý.
Für Deutschland nahmen Tino Häber und Matthias de Zordo teil. De Zordo schied ohne gültigen Versuch in der Qualifikation aus. Häber erreichte das Finale und wurde Siebter.

Athleten aus der Schweiz, Österreich und Liechtenstein nahmen nicht teil.

## Aktuelle Titelträger
| Olympiasieger                      | Andreas Thorkildsen ( Norwegen)            | 90,57 m                                    | Peking 2008       |
| Weltmeister                        | Matthias de Zordo ( Deutschland)           | 86,27 m                                    | Daegu 2011        |
| Europameister                      | Vítězslav Veselý ( Tschechien)             | 83,72 m                                    | Helsinki 2012     |
| Zentralamerika und Karibik-Meister | Guillermo Martínez ( Kuba)                 | 81,55 m                                    | Mayagüez 2011     |
| Südamerika-Meister                 | Arley Ibargüen ( Kolumbien)                | 73,61 m                                    | Buenos Aires 2011 |
| Asienmeister                       | Yukifumi Murakami ( Japan)                 | 83,27 m                                    | Kōbe 2011         |
| Afrikameister                      | Julius Yego ( Kenia)                       | 76,68 m                                    | Porto-Novo 2012   |
| Ozeanienmeister                    | Wettbewerb nicht im Meisterschaftsprogramm | Wettbewerb nicht im Meisterschaftsprogramm | Cairns 2012       |

## Rekorde

### Bestehende Rekorde
| Weltrekord         | Jan Železný ( Tschechien)       | 98,48 m | Jena, Deutschland                     | 25. Mai 1996    |
| Olympischer Rekord | Andreas Thorkildsen ( Norwegen) | 90,57 m | Finale OS Peking, Volksrepublik China | 23. August 2008 |

Der bestehende olympische Rekord wurde bei diesen Spielen nicht erreicht. Der weiteste Wurf gelang dem späteren Bronzemedaillengewinner Vítězslav Veselý aus Tschechien mit seinem ersten Wurf auf 88,34 m in Gruppe B der Qualifikation am 8. August. Damit blieb er 2,23 m unter dem Olympia- und 10,14 m unter dem Weltrekord.

### Rekordverbesserungen
Es wurden zwei neue Landesrekorde aufgestellt:
- 81,81 m – Julius Yego (Kenia), Qualifikation am 8. August, Gruppe B, dritter Versuch
- 84,58 m – Keshorn Walcott (Trinidad und Tobago), Finale am 11. August, zweiter Versuch

## Doping
Der zunächst zweitplatzierte Ukrainer Oleksandr Pjatnyzja wurde 2016 als Dopingsünder entlarvt und nachträglich disqualifiziert. Bei Nachuntersuchungen seiner Dopingprobe wurde die verbotene Substanz Dehydrochlormethyltestosteron nachgewiesen.
Leidtragende waren in erster Linie die drei folgenden Wettbewerber:
- Vítězslav Veselý, Tschechien – Er erhielt seine Bronzemedaille erst mit jahrelanger Verspätung und konnte nicht an der Siegerehrung teilnehmen.
- Stuart Farquhar, Neuseeland – Ihm hätten als im Finale nach drei Würfen achtplatzierten Teilnehmer drei weitere Versuche zugestanden.
- Leslie Copeland, Fidschi – Er wurde als Qualifikationszwölfter um die Finalteilnahme gebracht.

## Legende
Kurze Übersicht zur Bedeutung der Symbolik – so üblicherweise auch in sonstigen Veröffentlichungen verwendet:
| – | verzichtet |
| x | ungültig   |

Anmerkungen:
- Alle Zeiten in diesem Beitrag sind nach Ortszeit London (UTC±0) angegeben.
- Alle Weitenangaben in Metern (m) notiert.

## Qualifikation
Die Qualifikation wurde in zwei Gruppen durchgeführt. Acht Athleten erreichten die Qualifikationsweite für den direkten Finaleinzug von 82,00 m. Damit war die Mindestanzahl von zwölf Finalteilnehmern nicht erreicht. So wurde das Finalfeld mit vier weiteren Wettbewerbern (hellgrün unterlegt) aus beiden Gruppen nach den nächstbesten Weiten aufgefüllt. Für die Teilnahme waren schließlich 80,39 m zu erbringen. Von den Finalteilnehmern kamen allerdings nur elf in die Endwertung, da einer von ihnen – der Ukrainer Oleksandr Pjatnyzja – des Dopingmissbrauchs überführt wurde.

### Gruppe A

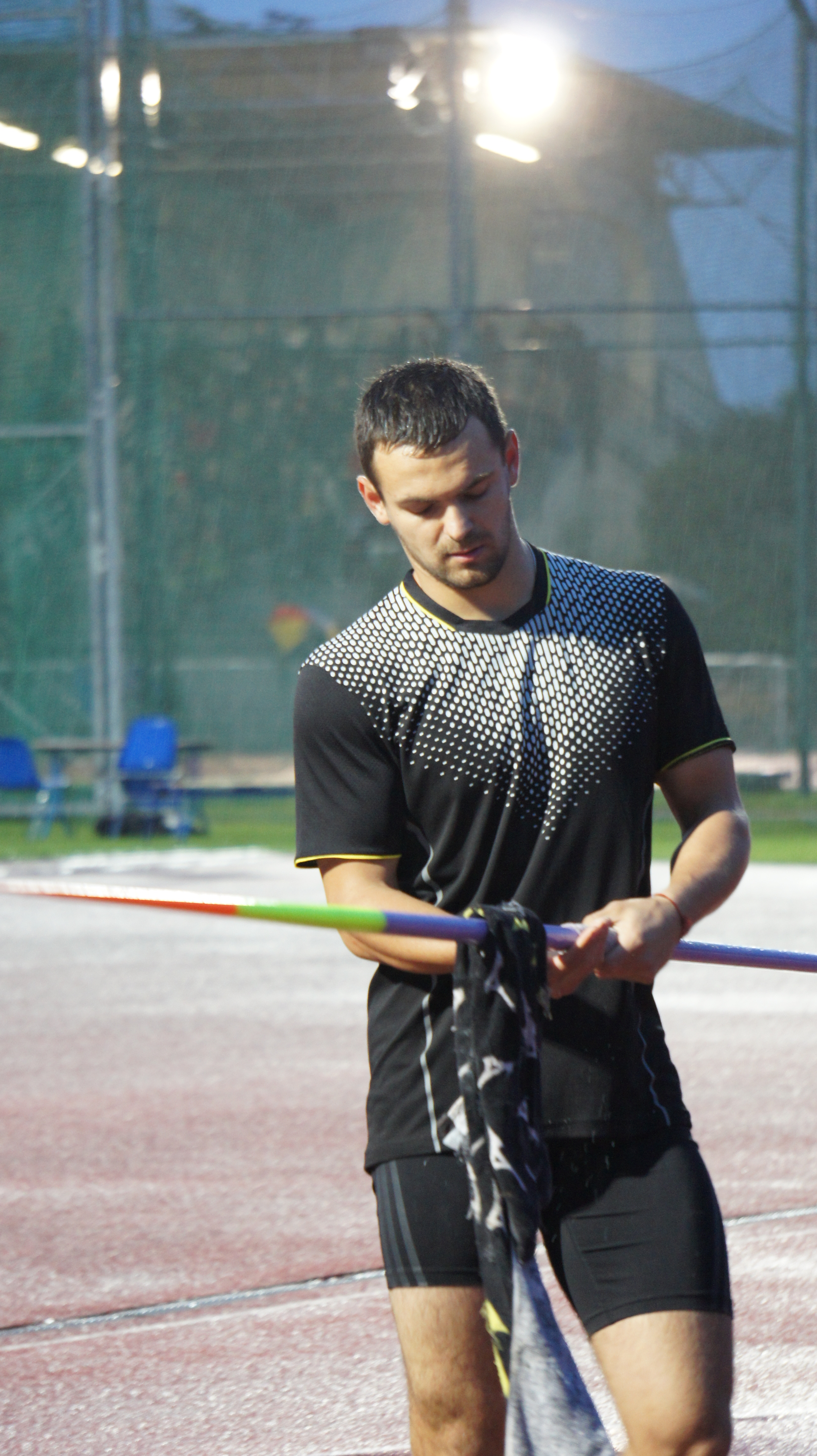
Roman Avramenko fehlten mit seinen 80,06 m nur 34 cm zur Finalteilnahme
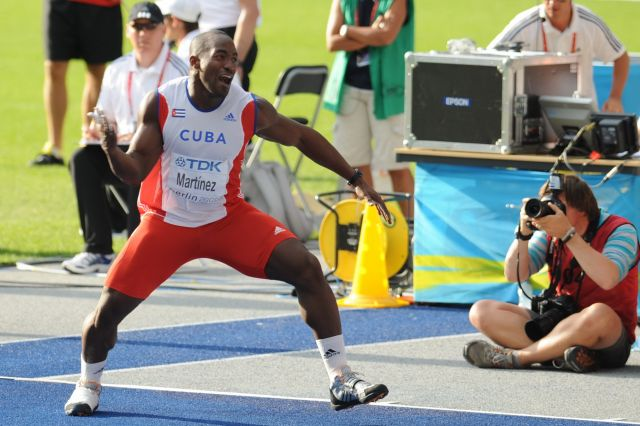
Guillermo Martínez schied mit 80,06 m aus – eine Weite, die auch zwei weitere Konkurrenten erzielten

8. August 2012, 19:05 Uhr
Roman Avramenko, Uladsimir Kaslou und Guillermo Martínez erzielten mit 80,06 Metern exakt die gleiche Weite. Zur Ermittlung der Platzierung wurden die zweitbesten Würfe der Athleten herangezogen. Avramenko (79,15 m) kam auf Platz sieben, Kazlou (79,10 m) auf Platz acht und Martínez (77,22 m) auf Platz neun. Für die Frage der Finalteilnahme blieb dies allerdings unerheblich, denn alle drei Werfer kamen nicht unter die insgesamt besten Zwölf. Ihnen fehlten 34 Zentimeter.
| Platz | Name                | Nation              | 1. Versuch | 2. Versuch | 3. Versuch | Weite | Anmerkung                              |
| ----- | ------------------- | ------------------- | ---------- | ---------- | ---------- | ----- | -------------------------------------- |
| 1     | Andreas Thorkildsen | Norwegen            | 76,20      | 84,47      | –          | 84,47 |                                        |
| 2     | Spiridon Lebesis    | Griechenland        | 81,80      | 82,40      | –          | 82,40 |                                        |
| 3     | Stuart Farquhar     | Neuseeland          | 82,32      | –          | –          | 82,32 |                                        |
| 4     | Ari Mannio          | Finnland            | 81,99      | x          | 76,25      | 81,99 |                                        |
| 5     | Tino Häber          | Deutschland         | 78,19      | 69,54      | 80,39      | 80,39 |                                        |
| 6     | Leslie Copeland     | Fidschi             | 77,00      | 80,19      | 72,52      | 80,19 | eigentlich für das Finale qualifiziert |
| 7     | Roman Avramenko     | Ukraine             | 79,15      | 77,03      | 80,06      | 80,06 |                                        |
| 8     | Uladsimir Kaslou    | Belarus             | x          | 79,10      | 80,06      | 80,06 |                                        |
| 9     | Guillermo Martínez  | Kuba                | 75,39      | 80,06      | 77,22      | 80,06 |                                        |
| 10    | Ainārs Kovals       | Lettland            | 77,42      | 76,45      | 79,19      | 79,19 |                                        |
| 11    | Igor Janik          | Polen               | 76,01      | 78,90      | x          | 78,90 |                                        |
| 12    | Risto Mätas         | Estland             | 70,34      | 78,56      | 76,30      | 78,56 |                                        |
| 13    | Curtis Moss         | Kanada              | 74,21      | 78,13      | 78,22      | 78,22 |                                        |
| 14    | Yukifumi Murakami   | Japan               | 76,37      | 77,80      | 77,77      | 77,80 |                                        |
| 15    | Paweł Rakoczy       | Polen               | 77,36      | 73,22      | 73,44      | 77,36 |                                        |
| 16    | Ihab Abdelrahman    | Ägypten             | 72,93      | 77,35      | 75,19      | 77,35 |                                        |
| 17    | Cyrus Hostetler     | USA                 | 70,62      | 75,76      | 75,00      | 75,76 |                                        |
| 18    | Ilja Korotkow       | Russland            | 75,68      | x          | x          | 75,68 |                                        |
| 19    | Petr Frydrych       | Tschechien          | 69,54      | 70,44      | 75,46      | 75,46 |                                        |
| 20    | Ivan Zaysev         | Usbekistan          | 73,07      | 73,94      | 71,39      | 73,94 |                                        |
| 21    | Vadims Vasiļevskis  | Lettland            | x          | 72,81      | x          | 72,81 |                                        |
| 22    | Qin Qiang           | Volksrepublik China | 72,29      | 68,76      | 65,28      | 72,29 |                                        |

Weitere in Qualifikationsgruppe A ausgeschiedene Speerwerfer:

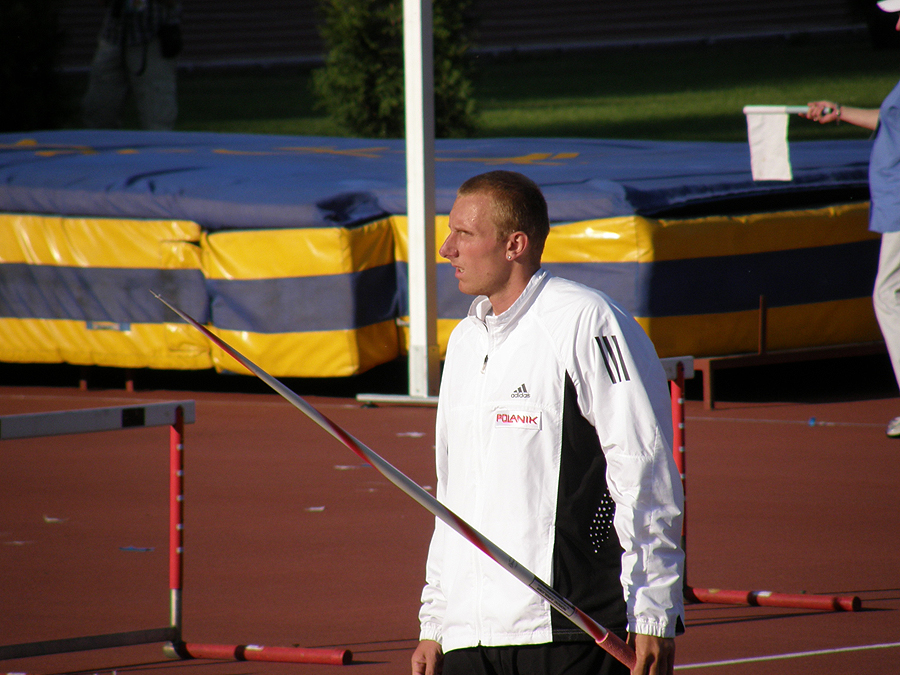
Igor Janik – 78,90 m
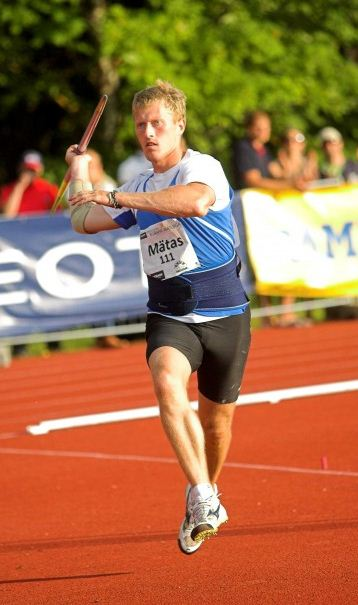
Risto Mätas – 78,56 m
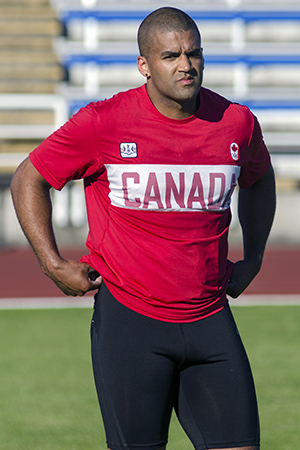
Curtis Moss – 78,22 m
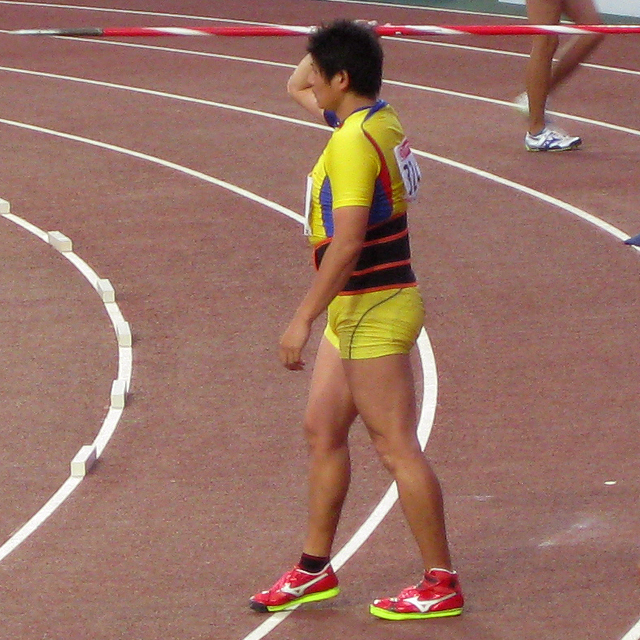
Yukifumi Murakami – 77,80 m
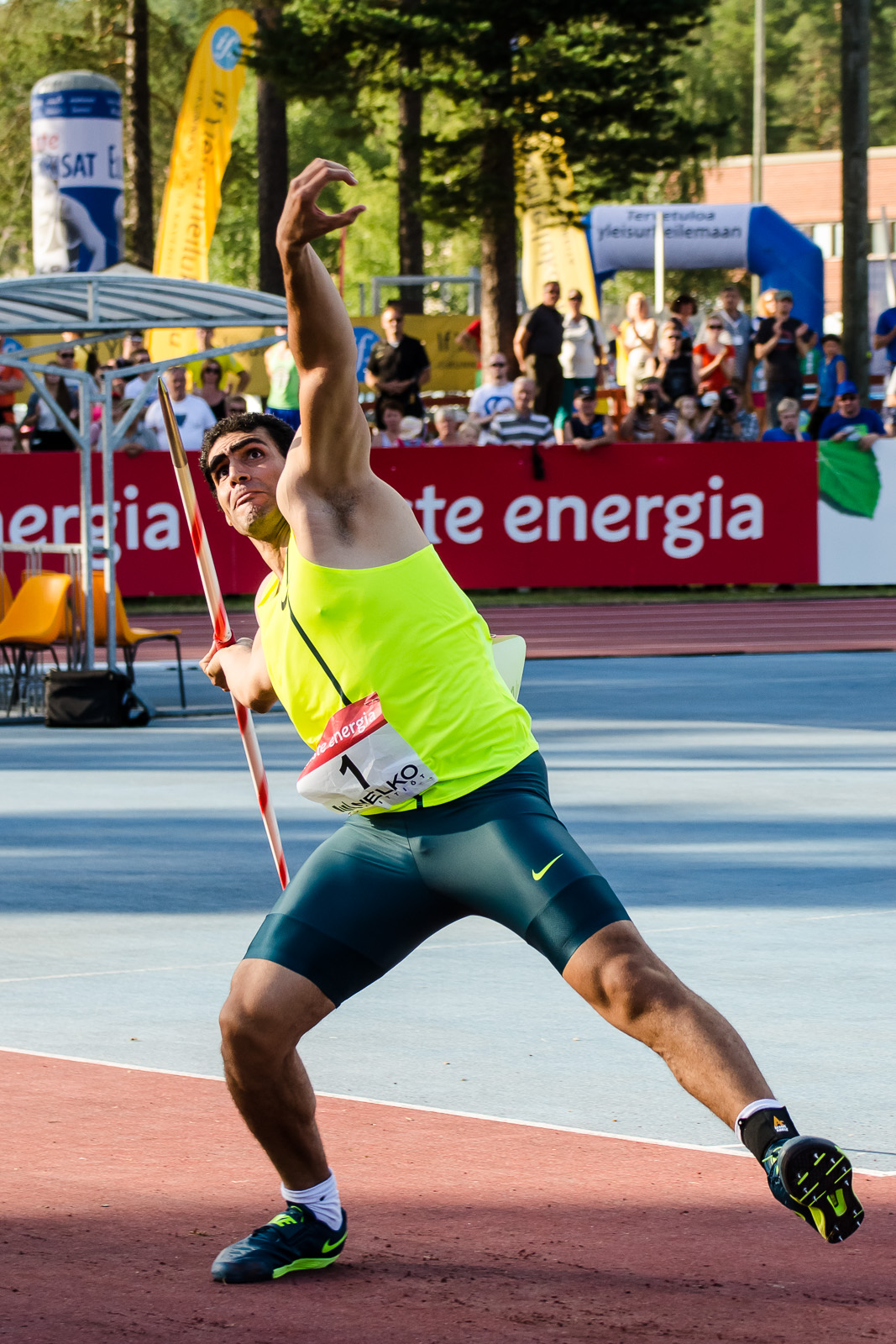
Ihab Abdelrahman – 77,35 m
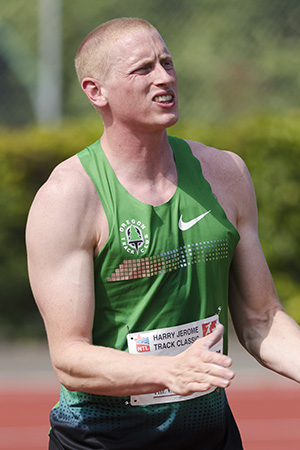
Cyrus Hostetler – 76,76 m
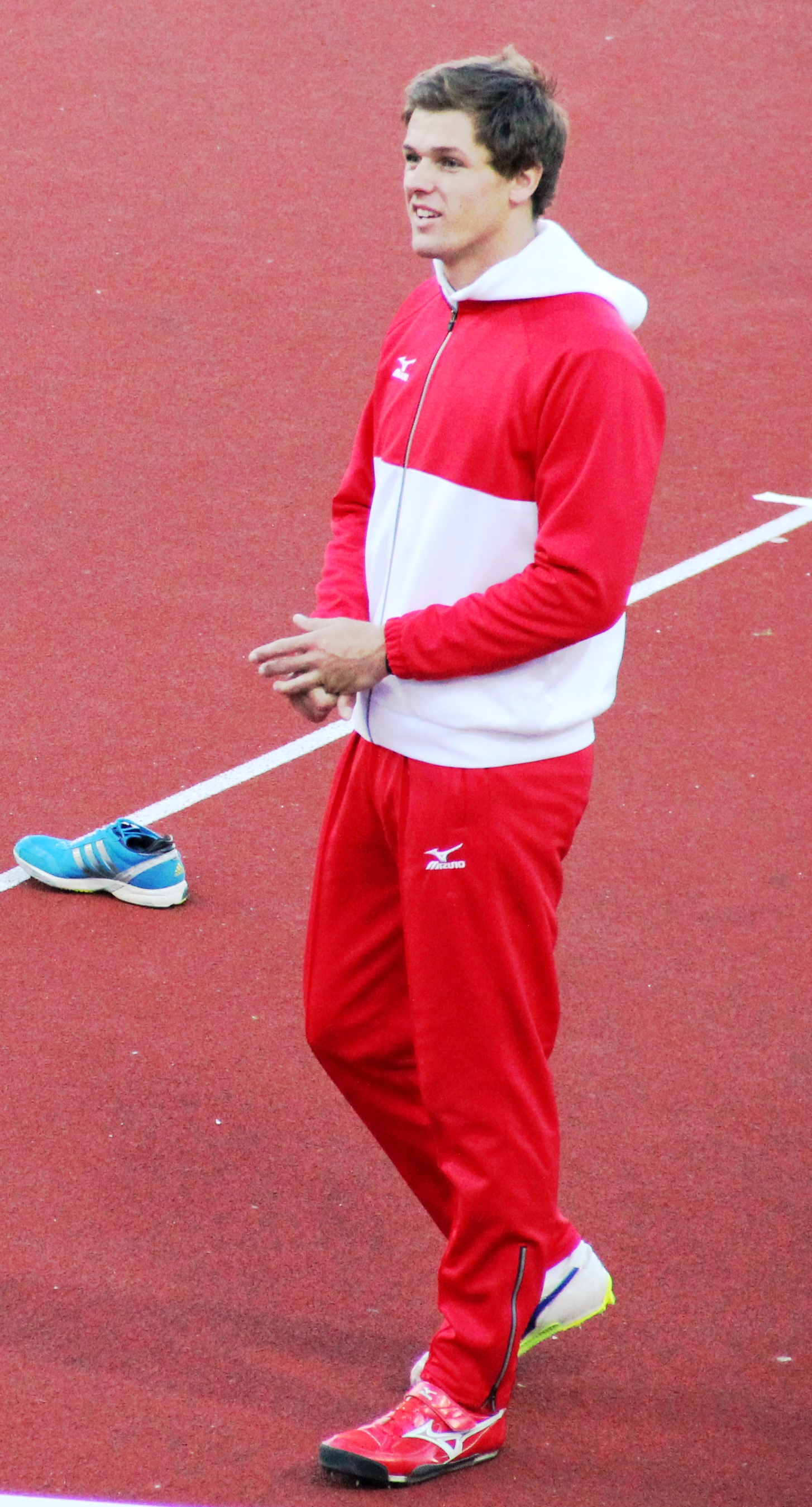
Petr Frydrych – 75,46 m
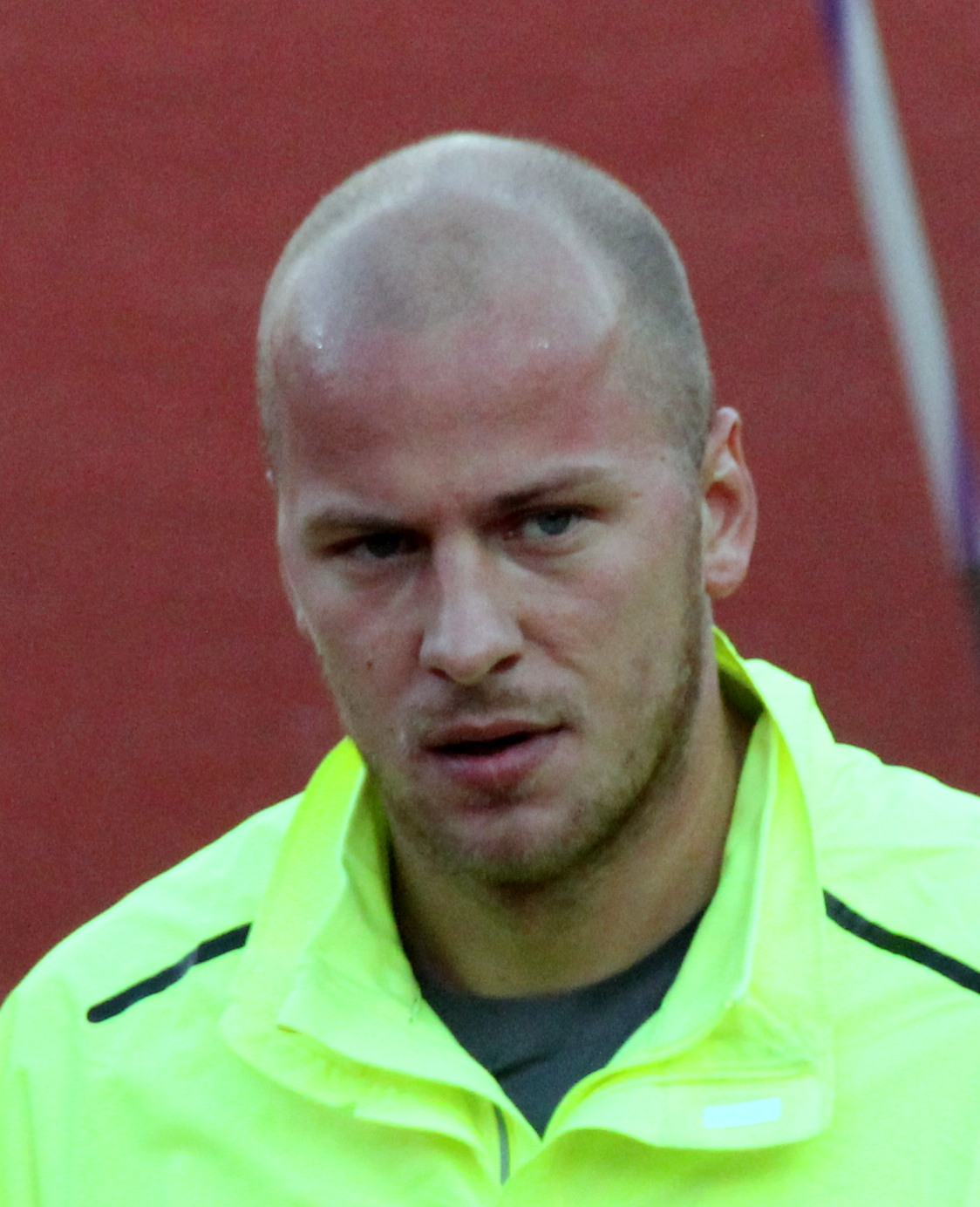
Vadims Vasiļevskis – 72,81 m

### Gruppe B
8. August 2012, 20:50 Uhr
| Platz | Name                | Nation              | 1. Versuch | 2. Versuch | 3. Versuch | Weite | Anmerkung                 |
| ----- | ------------------- | ------------------- | ---------- | ---------- | ---------- | ----- | ------------------------- |
| 1     | Vítězslav Veselý    | Tschechien          | 88,34      | –          | –          | 88,34 |                           |
| 2     | Tero Pitkämäki      | Finnland            | 76,53      | x          | 83,01      | 83,01 |                           |
| 3     | Genki Dean          | Japan               | 71,58      | 82,07      | –          | 82,07 |                           |
| 4     | Julius Yego         | Kenia               | 79,10      | 79,33      | 81,81      | 81,81 | NR                        |
| 5     | Keshorn Walcott     | Trinidad und Tobago | 78,91      | 79,33      | 81,75      | 81,75 |                           |
| 6     | Antti Ruuskanen     | Finnland            | 77,83      | 81,74      | x          | 81,74 |                           |
| 7     | Kim Amb             | Schweden            | x          | 71,85      | 78,94      | 78,94 |                           |
| 8     | Fatih Avan          | Türkei              | 78,74      | 78,20      | 78,87      | 78,87 |                           |
| 9     | Craig Kinsley       | USA                 | 72,80      | 71,47      | 78,18      | 78,18 |                           |
| 10    | Jakub Vadlejch      | Tschechien          | x          | 77,61      | x          | 77,61 |                           |
| 11    | Dayron Márquez      | Kolumbien           | 75,15      | 77,59      | 76,50      | 77,59 |                           |
| 12    | Jarrod Bannister    | Australien          | 77,38      | 76,23      | x          | 77,38 |                           |
| 13    | Braian Toledo       | Argentinien         | 76,87      | x          | 73,30      | 76,87 |                           |
| 14    | Jung Sang-jin       | Südkorea            | 76,37      | 74,77      | x          | 76,37 |                           |
| 15    | Mervyn Luckwell     | Großbritannien      | 74,09      | x          | x          | 74,09 |                           |
| 16    | Sean Furey          | USA                 | x          | 72,81      | 71,86      | 72,81 |                           |
| 17    | Melik Janojan       | Armenien            | 72,64      | 70,81      | 68,72      | 72,64 |                           |
| 18    | Matija Kranjc       | Slowenien           | 72,63      | 69,70      | 71,17      | 72,63 |                           |
| 19    | Bartosz Osewski     | Polen               | x          | x          | 71,19      | 71,19 |                           |
| NM    | Matthias de Zordo   | Deutschland         | x          | x          | x          | ogV   |                           |
| NM    | Zigismunds Sirmais  | Lettland            | x          | x          | x          | ogV   |                           |
| DOP   | Oleksandr Pjatnyzja | Ukraine             | 77,07      | 82,72      | –          | 82,72 | für das Finale zugelassen |

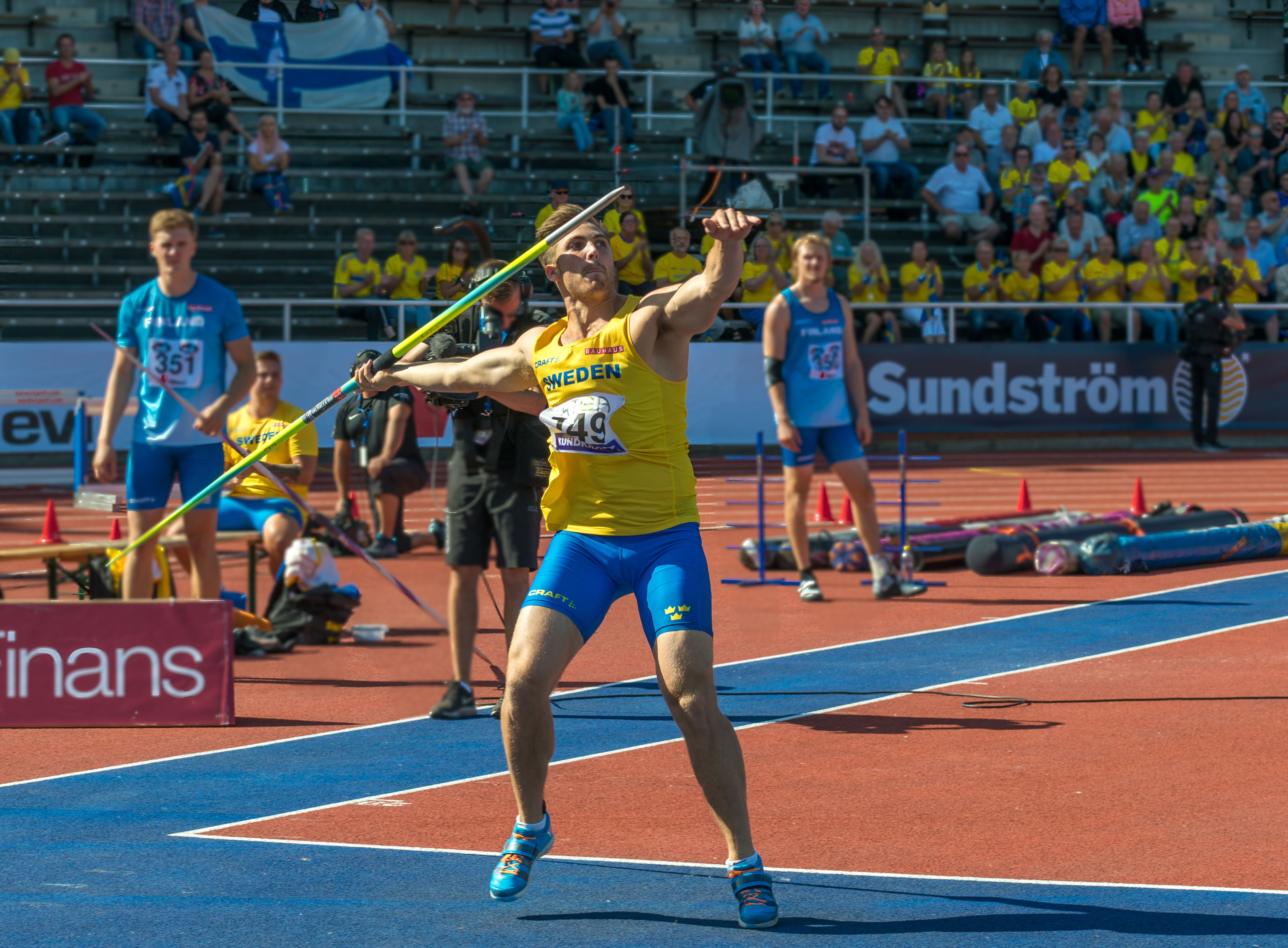
Kim Amb – ausgeschieden mit 78,94 m

Weitere in Qualifikationsgruppe B ausgeschiedene Speerwerfer:

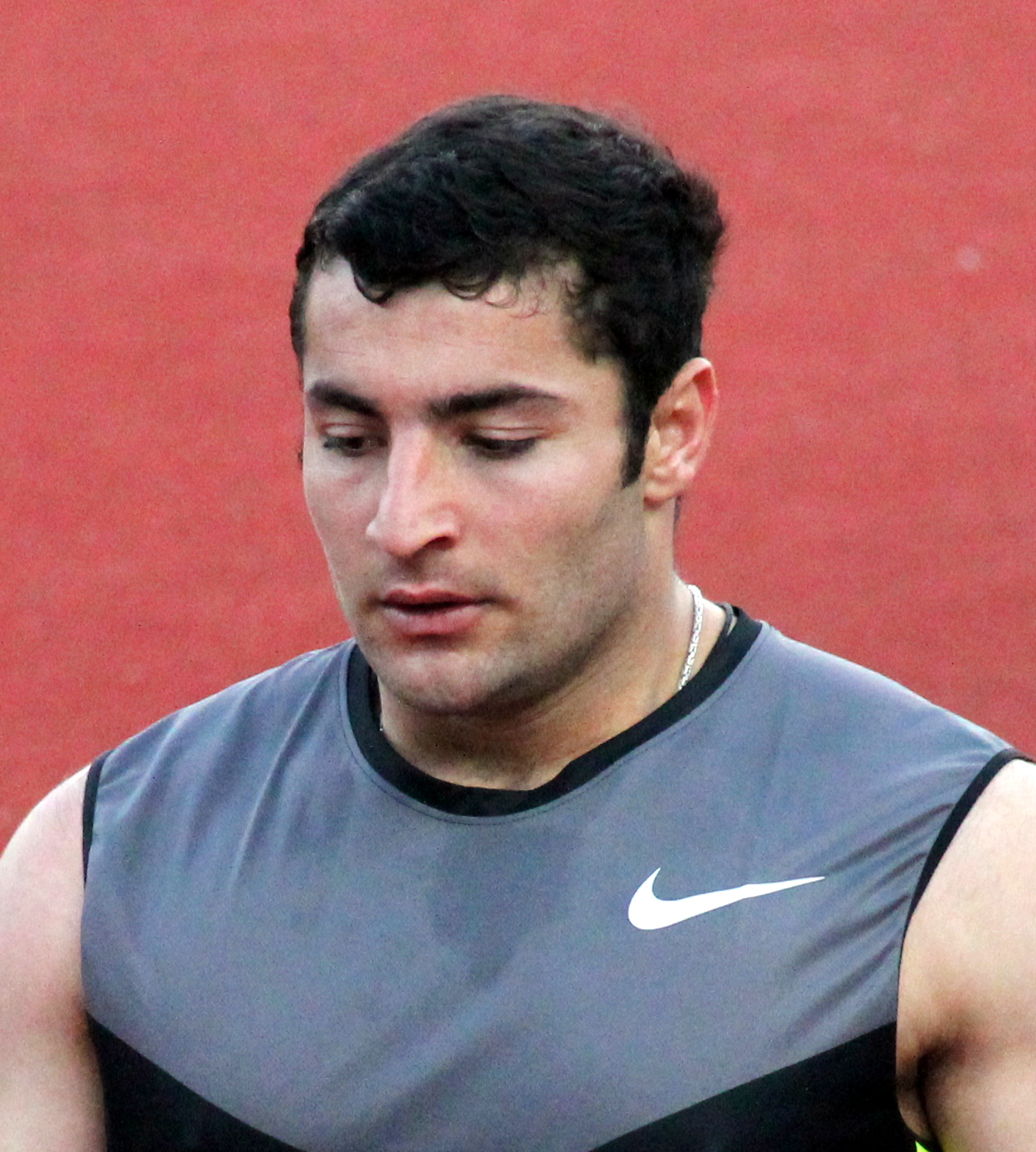
Fatih Avan – 78,87 m
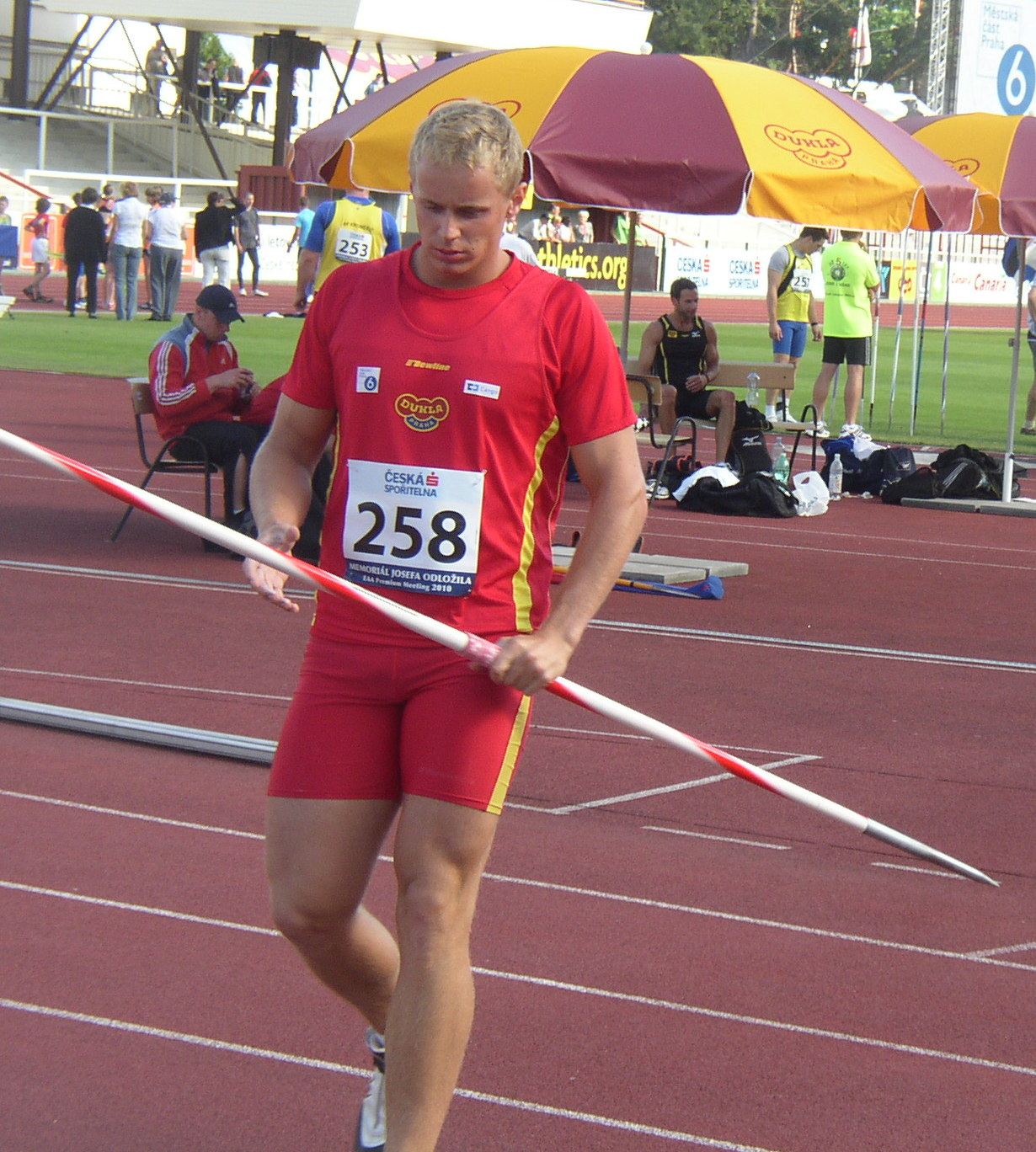
Jakub Vadlejch – 77,61 m
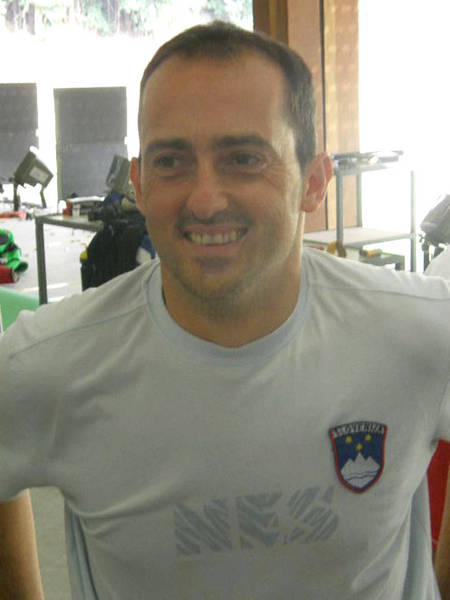
Matija Kranjc – 72,63 m
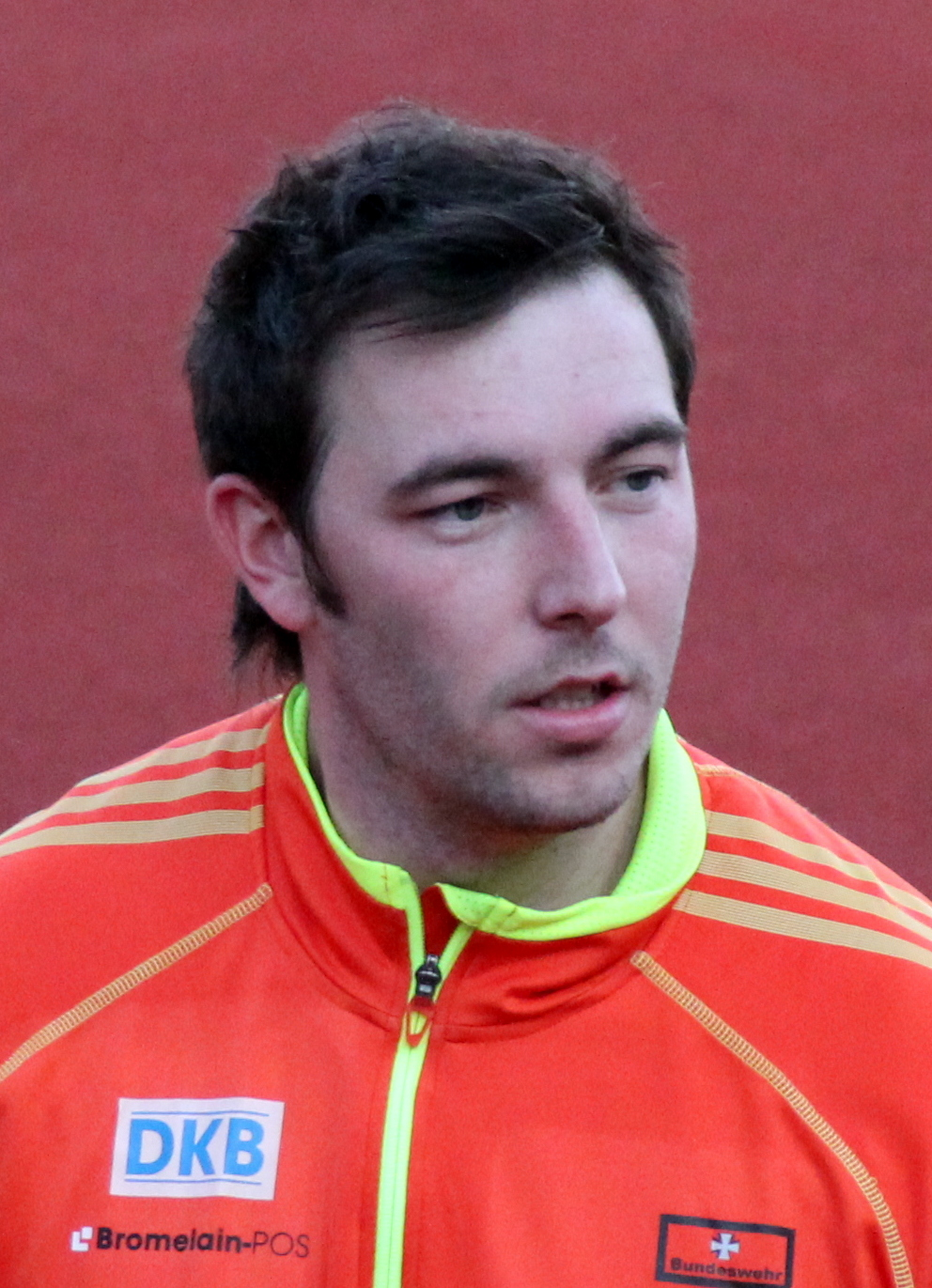
Matthias de Zordo – kein gültiger Wurf

## Finale
11. August 2012, 19:20 Uhr
| Platz | Name                | Nation              | 1. Versuch | 2. Versuch | 3. Versuch | 4. Versuch                                    | 5. Versuch                                    | 6. Versuch                                    | Weite | Anmerkung |
| ----- | ------------------- | ------------------- | ---------- | ---------- | ---------- | --------------------------------------------- | --------------------------------------------- | --------------------------------------------- | ----- | --------- |
| 1     | Keshorn Walcott     | Trinidad und Tobago | 83,51      | 84,58      | x          | 80,64                                         | x                                             | –                                             | 84,58 | NR        |
| 2     | Antti Ruuskanen     | Finnland            | 79,60      | 81,09      | 81,60      | 81,97                                         | 84,12                                         | 79,88                                         | 84,12 |           |
| 3     | Vítězslav Veselý    | Tschechien          | x          | 81,69      | 81,80      | x                                             | 80,32                                         | 83,34                                         | 83,34 |           |
| 4     | Tero Pitkämäki      | Finnland            | 77,33      | 82,68      | 80,67      | 80,46                                         | 82,80                                         | 82,53                                         | 82,80 |           |
| 5     | Andreas Thorkildsen | Norwegen            | x          | 82,63      | x          | 81,70                                         | x                                             | x                                             | 82,63 |           |
| 6     | Spiridon Lebesis    | Griechenland        | 81,21      | 81,91      | 81,27      | 80,36                                         | x                                             | 79,45                                         | 81,91 |           |
| 7     | Tino Häber          | Deutschland         | 76,99      | 74,33      | 81,21      | 79,95                                         | 76,36                                         | 75,85                                         | 81,21 |           |
|       |                     |                     |            |            |            |                                               |                                               |                                               |       |           |
| 8     | Stuart Farquhar     | Neuseeland          | 76,80      | 76,64      | 80,22      | eigentlich zu drei weiteren Würfen berechtigt | eigentlich zu drei weiteren Würfen berechtigt | eigentlich zu drei weiteren Würfen berechtigt | 80,22 |           |
| 9     | Genki Dean          | Japan               | x          | 79,95      | x          | nicht im Finale der besten acht Werfer        | nicht im Finale der besten acht Werfer        | nicht im Finale der besten acht Werfer        | 79,95 |           |
| 10    | Ari Mannio          | Finnland            | 78,60      | 77,71      | x          | nicht im Finale der besten acht Werfer        | nicht im Finale der besten acht Werfer        | nicht im Finale der besten acht Werfer        | 78,60 |           |
| 11    | Julius Yego         | Kenia               | 72,59      | 77,15      | 74,08      | nicht im Finale der besten acht Werfer        | nicht im Finale der besten acht Werfer        | nicht im Finale der besten acht Werfer        | 77,15 |           |
| DOP   | Oleksandr Pjatnyzja | Ukraine             | 77,47      | 81,61      | 84,51      | 81,53                                         | 81,01                                         | 83,53                                         | 84,51 | [ 2 ]     |

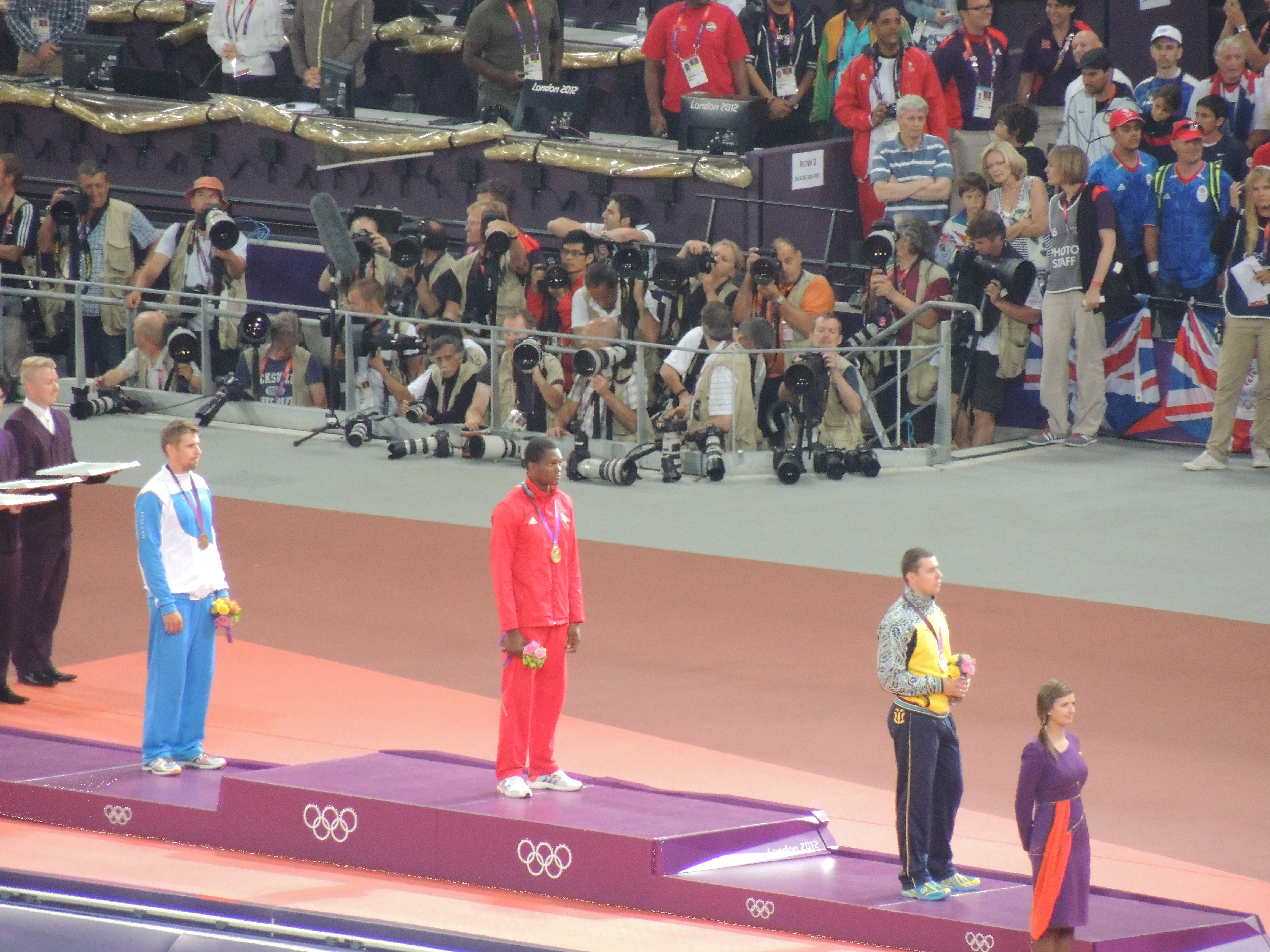
Siegerehrung im Speerwurf:
Silbermedaillengewinner Antti Ruuskanen (hier noch als Drittplatzierter gewertet – links), Olympiasieger Keshorn Walcott (Mitte), der später wegen Dopings disqualifizierte und hier noch als Silbermedaillengewinner geltende Vítězslav Pjatnyzja (rechts)

Für das Finale hatten sich ursprünglich zwölf Athleten qualifiziert, sieben von ihnen über die Qualifikationsweite und vier über ihre Qualifikationsplatzierung. Einem weiteren Werfer – dem Ukrainer Oleksandr Pjatnyzja – wurde sein Resultat wie oben im Abschnitt "Doping" beschrieben nachträglich wegen nachgewiesenen Dopingmissbrauchs aberkannt. Drei Finnen kämpften mit je einem Teilnehmer aus Deutschland, Griechenland, Japan, Kenia, Neuseeland, Norwegen, Trinidad und Tobago, Tschechien und dem gedopten Ukrainer.
Zum Favoritenkreis zählten der zweifache Olympiasieger (2004/2008) Andreas Thorkildsen aus Norwegen, dazu der Weltmeister von 2007 Tero Pitkämäki aus Finnland sowie der tschechische Europameister Vítězslav Veselý. Der  amtierende Weltmeister Matthias de Zordo aus Deutschland war gehandicapt durch eine Verletzung im Vorfeld angetreten und hatte in der Qualifikation keinen gültigen Versuch. So war er hier im Finale nicht dabei.
In der ersten Runde übernahm der Juniorenweltmeister Keshorn Walcott aus Trinidad und Tobago mit 83,51 m die Führung. Auf Platz zwei mit 81,21 m folgte der Grieche Spiridon Lebesis. Walcott baute seine Führung im zweiten Durchgang auf 84,58 m aus. Hinter ihm lagen nun Pitkämäki (82,68 m) und Thorkildsen (82,63 m), dahinter folgte Lebesis, der sich auf 81,91 m steigerte.
In Runde drei fehlten dem gedopten Pjatnyzja mit seinem Wurf (84,51 m) auf den führenden Walcott nur sieben Zentimeter.
Der Finne Antti Ruuskanen konnte sich im vierten Durchgang mit 81,97 m hinter den beiden Spitzenreitern und Pitkämäki sowie Thorkildsen auf Platz fünf vorarbeiten. Im fünften Versuch schaffte Ruuskanen sogar 84,12 m und lag damit auf Platz drei. Pitkämäkis Verbesserung auf 82,80 m brachte keine Veränderung, er blieb auf Rang vier. Im letzten Versuch gelang es Veselý dann, mit 83,34 m Pitkämäki noch vom vierten Platz zu verdrängen, was ihm vier Jahre später noch die Bronzemedaille einbrachte.
Die Weiten in diesem Finale reichten nicht an die Resultate der Großereignisse aus den letzten Jahren heran. Insgesamt lag das Niveau um circa fünf Meter unterhalb der Qualität der letzten Weltmeisterschaften und Olympischen Spiele.
Keshorn Walcott war der erste Speerwerfer aus Trinidad und Tobago, der Olympiasieger wurde. Er war zugleich der erste Juniorenweltmeister, der Olympiagold gewann.
Erst zum zweiten Mal in der olympischen Geschichte dieser Disziplin kam der Sieger nicht aus Europa. 1952 hatte der US-Amerikaner Cy Young als erster Nichteuropäer gewonnen.

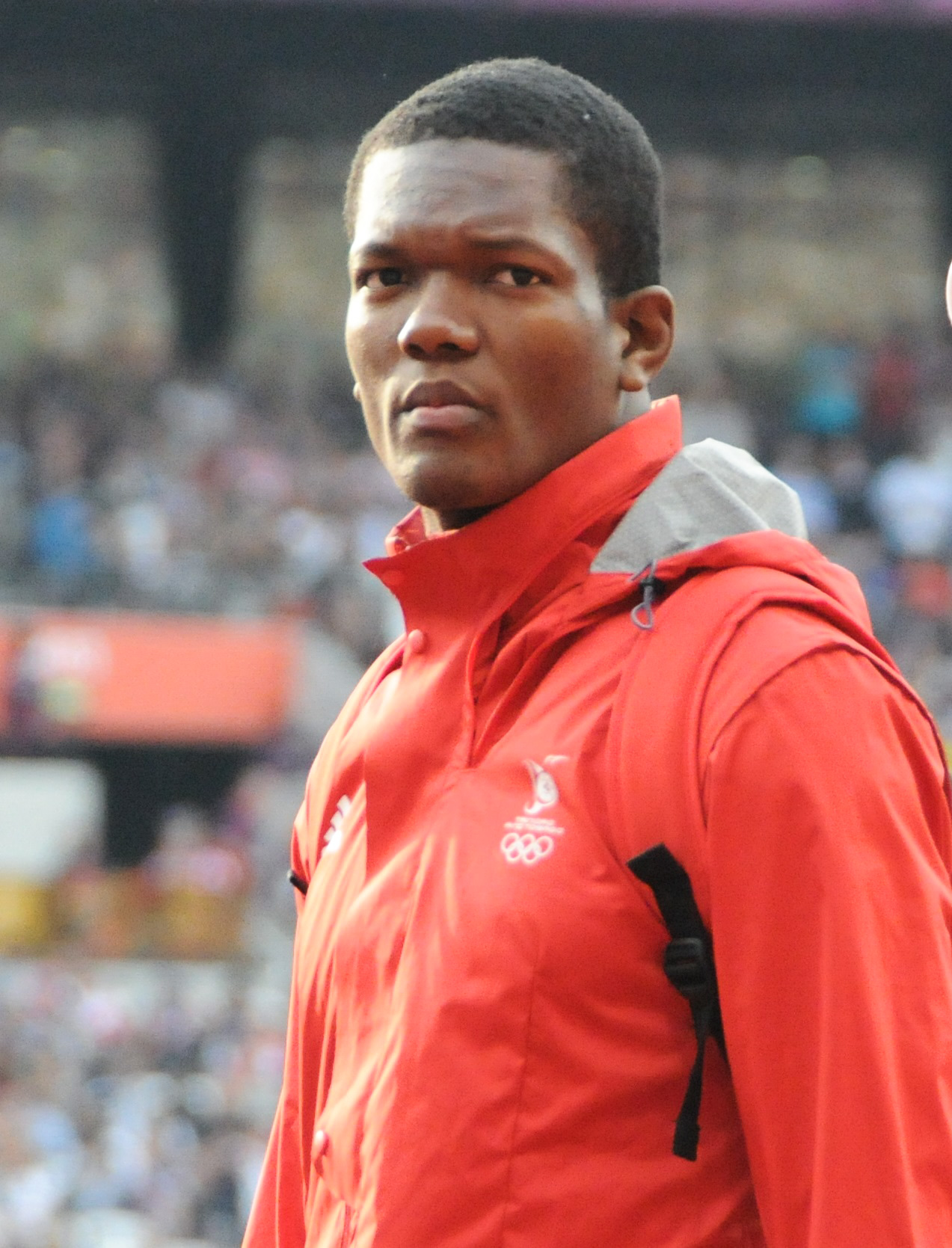
Überraschungsolympiasieger: Keshorn Walcott
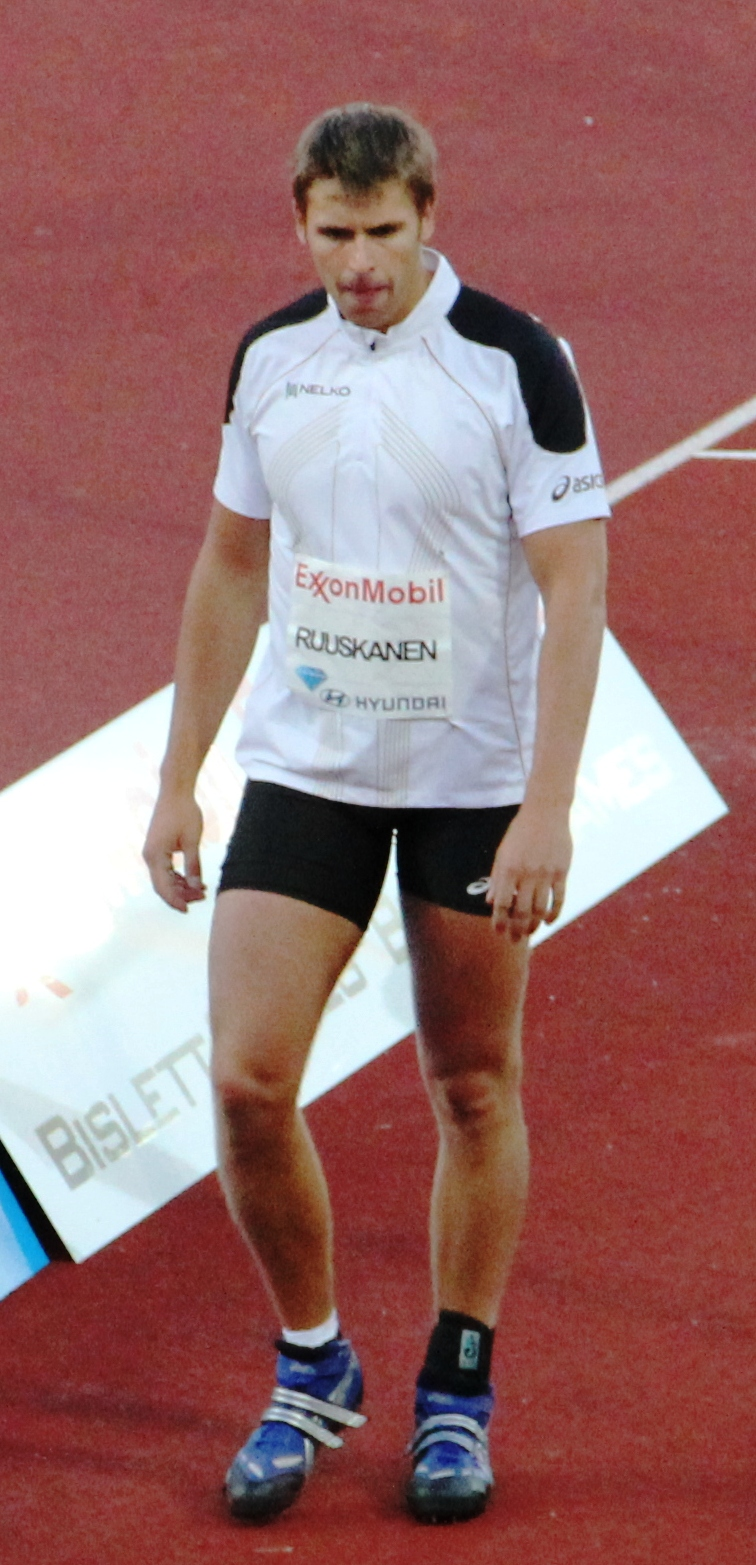
Silbermedaille: Antti Ruuskanen
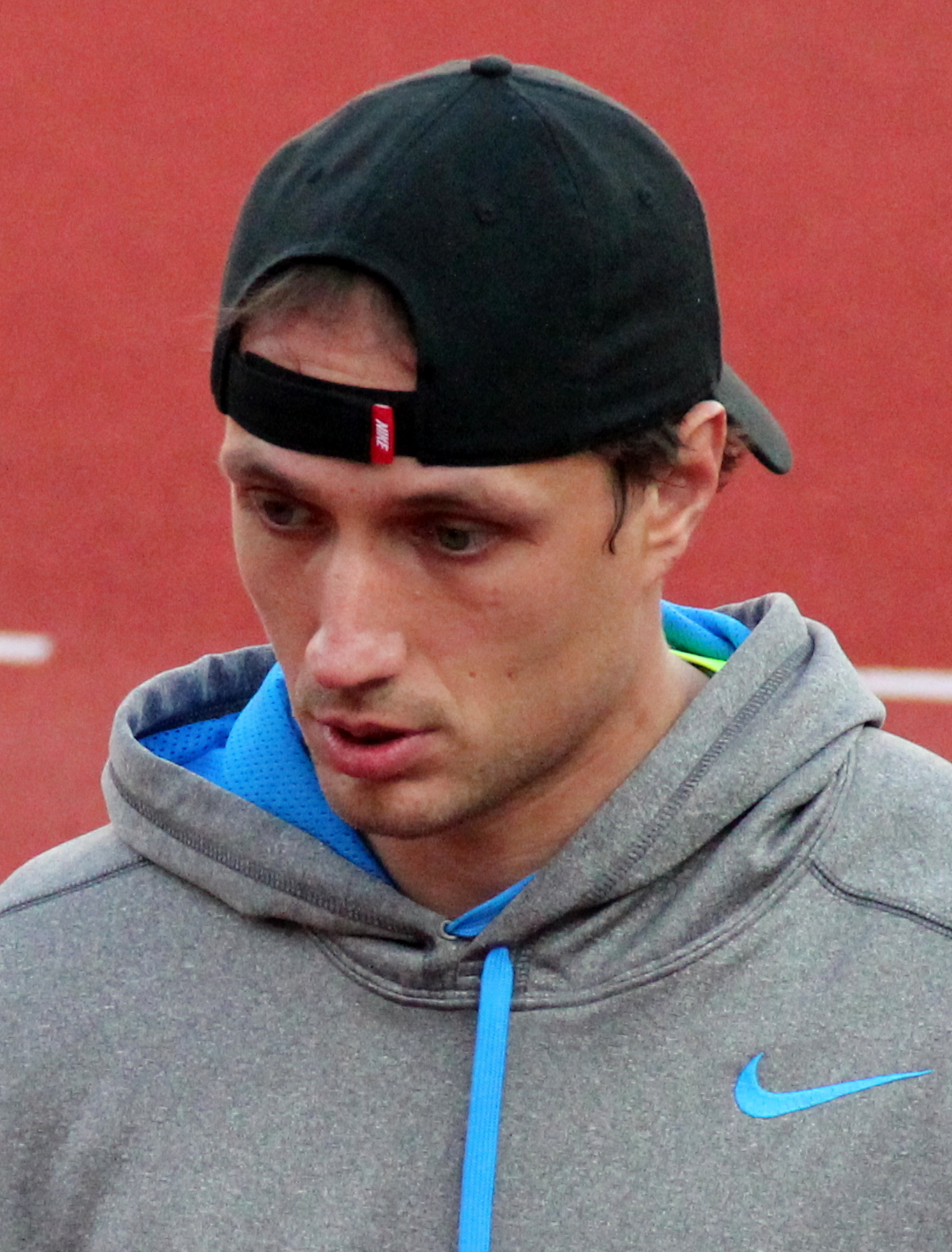
Bronzemedaille: Vítězslav Veselý
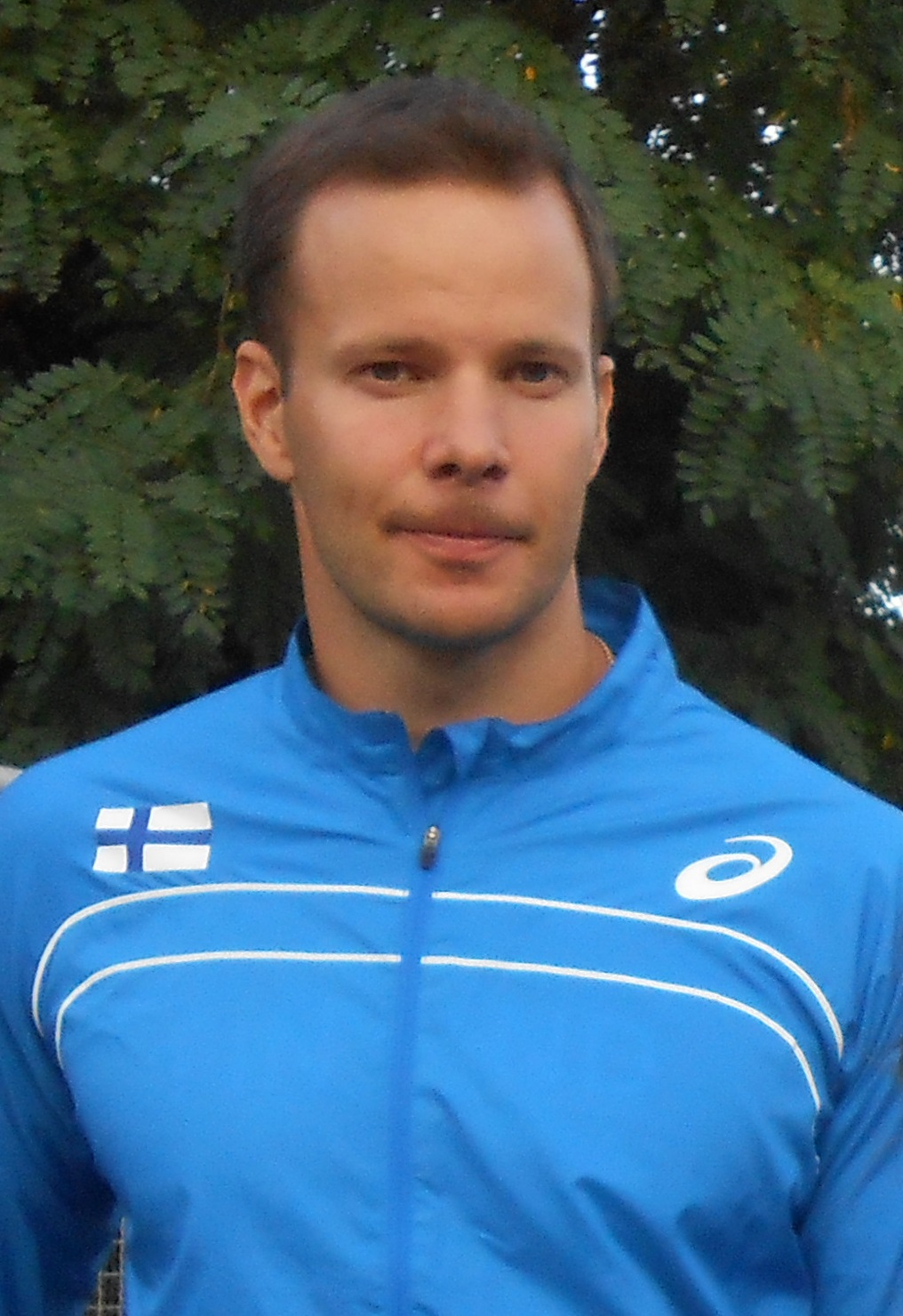
Tero Pitkämäki kam auf den vierten Platz
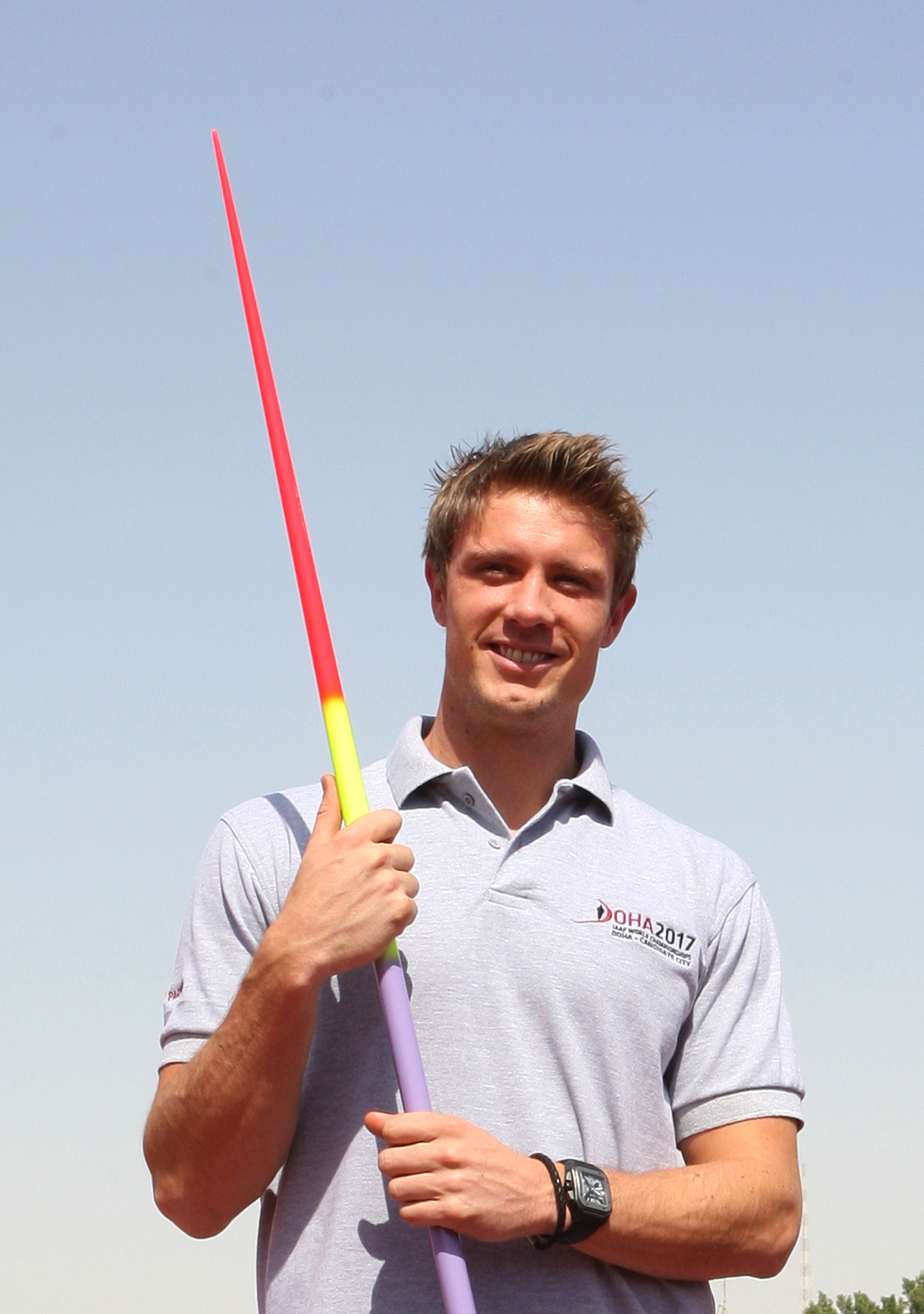
Andreas Thorkildsen belegte Rang fünf
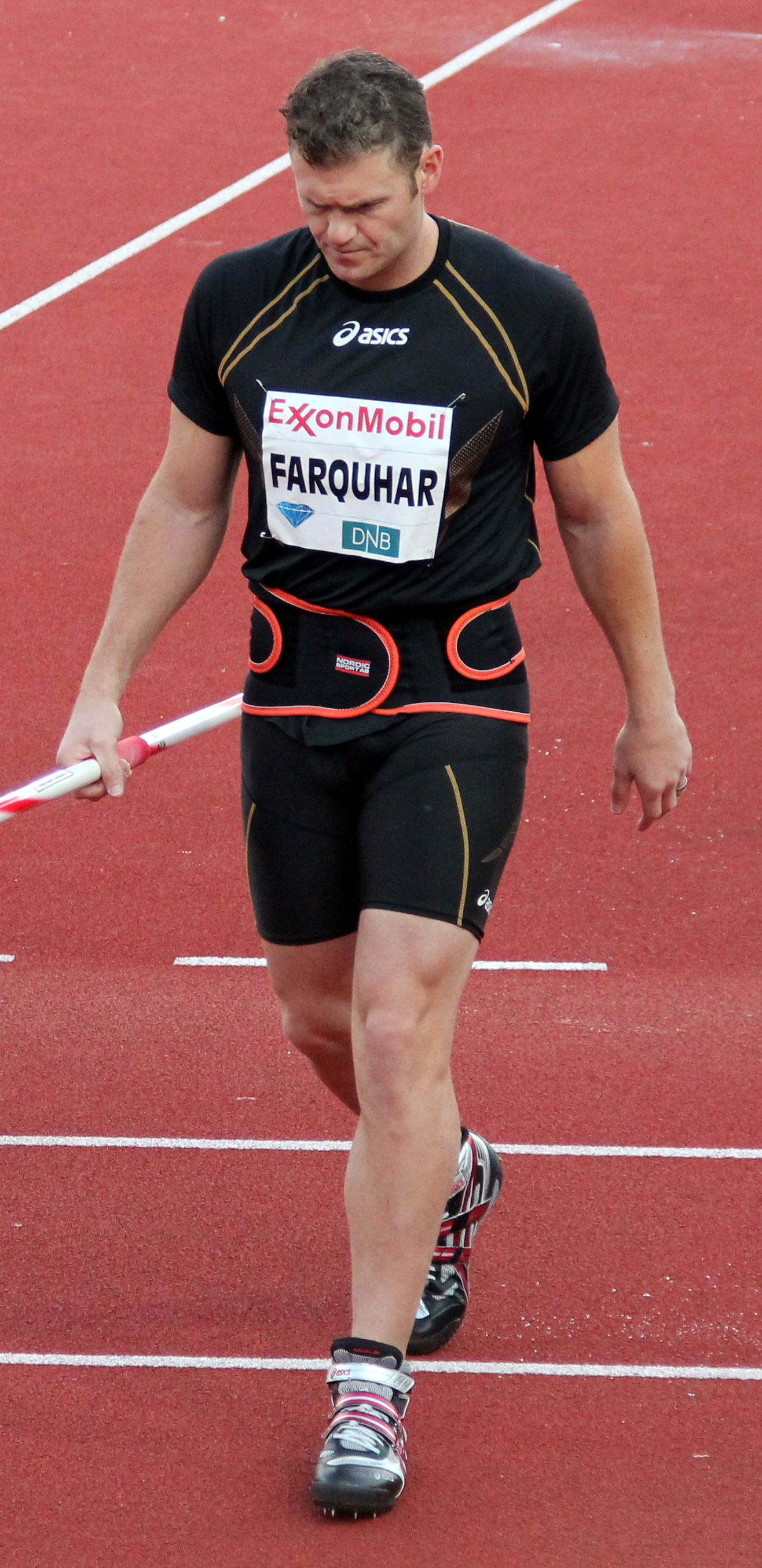
Stuart Farquhar – Platz acht
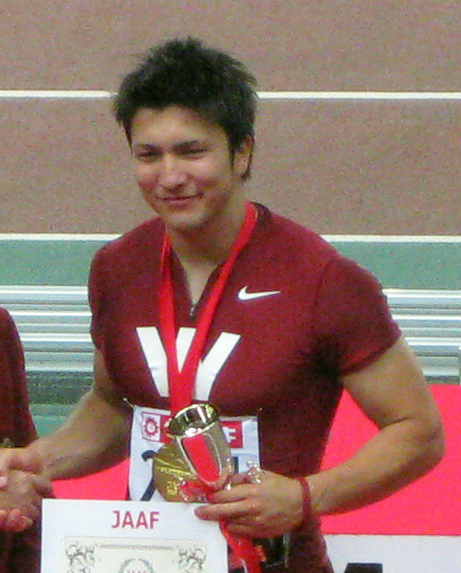
Genki Dean kam auf Rang neun
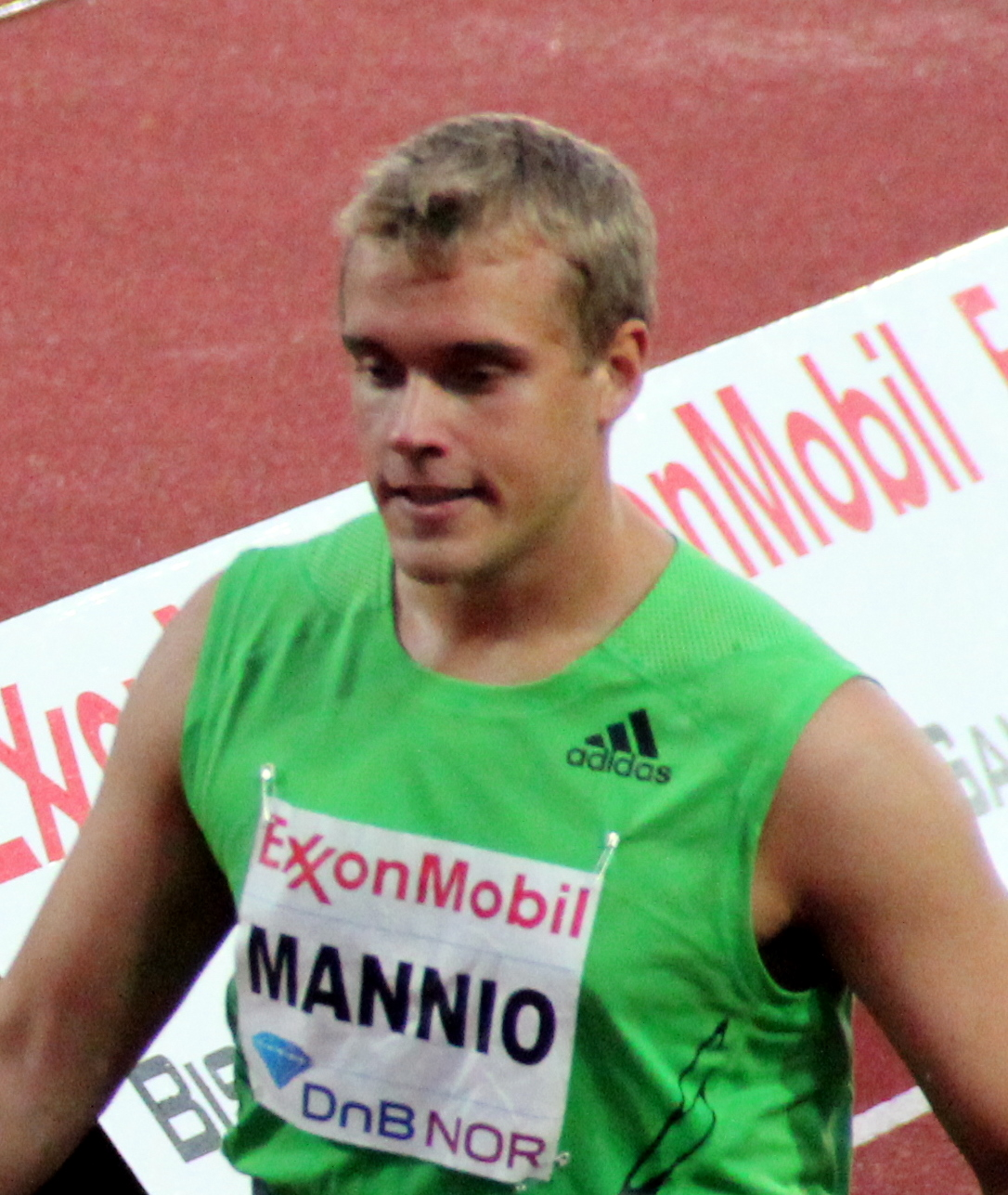
Ari Mannio wurde Olympiazehnter
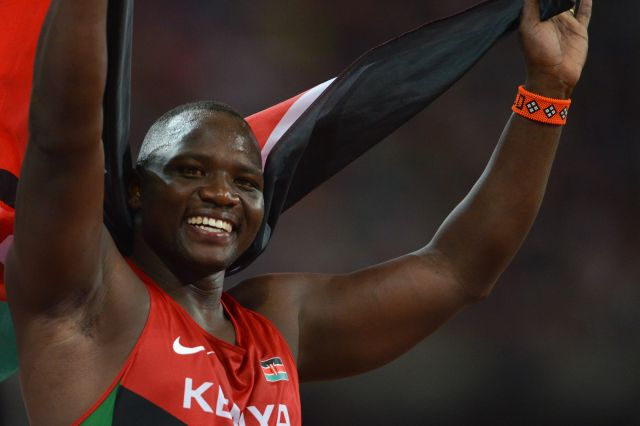
Der Olympiaelfte Julius Yego
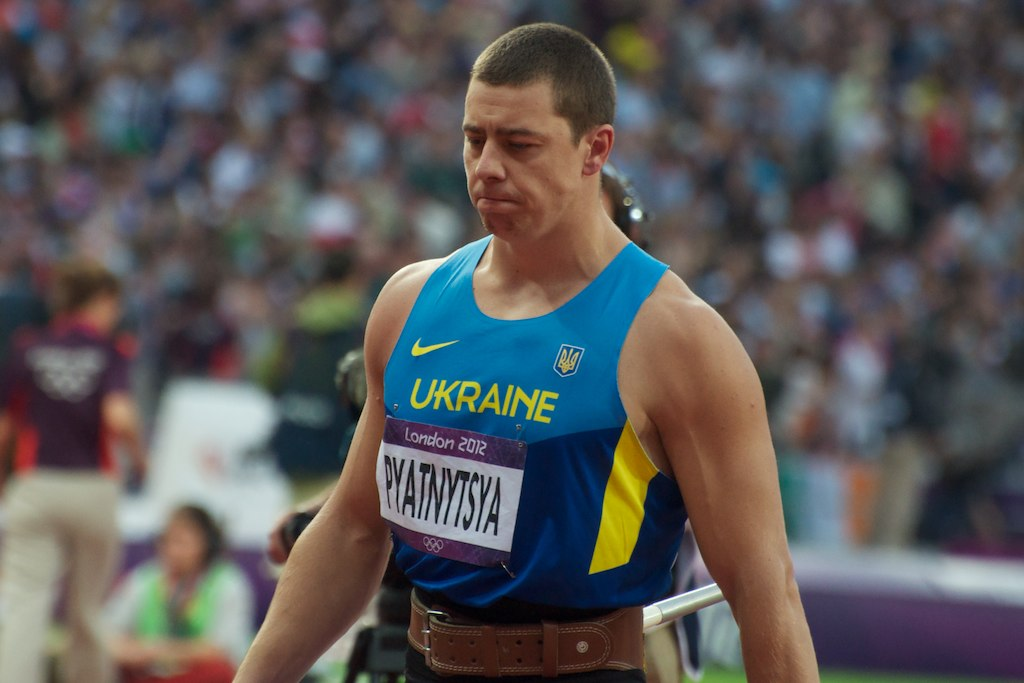
Dopingsünder Oleksandr Pjatnyzja

## Videolinks
- OG 2012 JAVELIN Men final, youtube.com, abgerufen am 4. April 2022
- Walcott Wins Men's Javelin Gold - London 2012 Olympics final, youtube.com, abgerufen am 4. April 2022